# Särskilda folkräkningen 1935/36
Den särskilda folkräkningen 1935/36 var den nionde folkräkningen i Sverige sedan grundandet av Statistiska centralbyrån. Folkräkningen registrerade 6 250 506 invånare, varav 3 090 451 män och 3 160 055 kvinnor.